# Without You (canción de David Guetta)
«Without You» es una canción realizada por el disc-jockey y productor francés David Guetta, con la colaboración del cantante estadounidense Usher, incluida en el quinto álbum de estudio de Guetta, Nothing but the Beat. Fue compuesta por David Guetta, Usher, Giorgio Tuinfort, Frédéric Riesterer, Rico Love y Taio Cruz, mientras que su producción estuvo a cargo de Guetta, Giorgio Tuinfort, Frédéric Riesterer. Fue lanzado el 27 de septiembre de 2011 como el tercer sencillo de Nothing but the Beat por medio de los sellos discográficos Virgin y EMI.
La canción alcanzó el número 4 en la Billboard Hot 100, convirtiéndose en tercer éxito de su lista de sencillos, después de «Club Can't Handle Me» y «Sexy Bitch», así como su segundo mayor logro en los Estados Unidos, solo detrás de «Turn Me On».

## Antecedentes
La canción cuenta con la voz angustiada del cantante Usher. En una entrevista con Billboard, Guetta dijo: 

"Tal vez es la canción más grande que he hecho en mi vida. [...] estuvimos en negociaciones durante un tiempo. Usher decía: 'Necesito este disco para mi álbum', le dije: 'Lo siento, no puedo dártelo', después de un rato me llamó y me concedió el trabajo".

Guetta dijo en una entrevista con MTV, el por qué eligió a Usher para grabar este tema: 

"Es muy emotivo, en primer lugar, cuenta con una balada, pero después, comienza una parte de baile impresionante. Es perfecto para él, ya que es famoso por sus baladas. Es un increíble bailarín, así que pensé que él era el artista que necesitaba"...

Luego, en otra entrevista, dijo: 

"Esta onda a no abandonar el amor en medio de la adversidad resonó en mí personalmente. Creo que el mundo quería un disco así. Esto, [la canción] realmente habla del viaje que he hecho en los últimos tres años" [...]"En cada lugar, la música suena diferente. Hay muchos géneros diferentes, y cuando veas que el R & B, pop y house, así como la electrónica, se reúnen, esa es la realidad de lo que es la música."

## Composición
"Without You" fue escrita por Guetta (bajo su nombre de compositor Pierre Guetta), Usher Raymond, Giorgio Tuinfort, Frédéric Riesterer, Rico Love  y producida por Guetta, Giorgio Tuinfort y Riesterer Frédéric. La canción comienza con un ritmo tranquilo en el que Usher va cogiendo el ritmo, lo que Bill Lamb calificó de "emocionante". La letra trata de cómo es la vida sin alguien que significa todo para ti. Amy Sciarretto de Crush Pop escribió que el estribillo invita un montón al baile.Por su estructura, la canción nos recuerda a la canción Ray of Light de  Madonna, lo que no quiere decir que' Without You 'suena como' Ray of Light ', pero comparte la misma fórmula y estilo aireado ".

## Versiones
La canción también fue cantada por Lea Michele de Glee del episodio "Yes/No" y por Olly Murs de BBC Radio 1's Live Lounge en noviembre de 2011.

## Listado de canciones
| Descarga digital |                                        |          |  |
| N.º              | Título                                 | Duración |  |
| 1.               | «Without You» (Extended)               | 5:08     |  |
| 2.               | «Without You» (Nicky Romero Remix)     | 5:48     |  |
| 3.               | «Without You» (R3hab's XS Remix)       | 5:47     |  |
| 4.               | «Without You» (Armin van Buuren Remix) | 7:03     |  |
| 5.               | «Without You» (Radio Edit)             | 3:30     |  |
| 6.               | «Without You» (Instrumental)           | 3:28     |  |

## Posicionamiento en listas

### Listas semanales
| País           | Lista (2011)                   | Mejor posición | Ref.   |
| -------------- | ------------------------------ | -------------- | ------ |
| Alemania       | German Singles Chart           | 7              | [ 2 ]  |
| Australia      | Australian Singles Chart       | 6              | [ 3 ]  |
| Austria        | Ö3 Austria Top 40              | 5              | [ 4 ]  |
| Bélgica        | Ultratop 50 Singles (Flandes)  | 5              | [ 4 ]  |
| Bélgica        | Ultratop 40 Singles (Valonia)  | 5              | [ 4 ]  |
| Colombia       | National Report                | 17             | [ 5 ]  |
| Canadá         | Canadian Hot 100               | 3              | [ 6 ]  |
| Dinamarca      | Danish Singles Chart           | 7              | [ 7 ]  |
| España         | Spanish Singles Chart          | 17             | [ 8 ]  |
| Estados Unidos | Billboard Hot 100              | 4              | [ 9 ]  |
| Estados Unidos | Billboard Pop Songs            | 1              | [ 10 ] |
| Estados Unidos | Billboard Hot Dance Club Songs | 3              | [ 10 ] |
| Francia        | French Singles Chart           | 6              | [ 11 ] |
| Irlanda        | Irish Singles Chart            | 10             | [ 12 ] |
| Italia         | Italian Singles Chart          | 2              | [ 4 ]  |
| Japón          | Japan Hot 100                  | 40             | [ 10 ] |
| Noruega        | VG-lista                       | 7              | [ 4 ]  |
| Nueva Zelanda  | New Zealand Singles Chart      | 5              | [ 13 ] |
| Países Bajos   | Dutch Top 40                   | 6              | [ 14 ] |
| Reino Unido    | UK Singles Chart               | 6              | [ 15 ] |
| Suecia         | Sverigetopplistan              | 5              | [ 4 ]  |
| Suiza          | Swiss Singles Chart            | 3              | [ 4 ]  |

## Sucesión en listas
| Predecesor: «Stereo Hearts» de Gym Class Heroes con Adam Levine | Billboard Pop Songs — Sencillo N.º 1 3 de diciembre de 2011 — 9 de diciembre de 2011 | Sucesor: «We Found Love» de Rihanna con Calvin Harris |

## Historial de lanzamientos
| Lugar | Fecha                    | Formato          | Discográfica        |
| ----- | ------------------------ | ---------------- | ------------------- |
|       | 27 de septiembre de 2011 | Descarga digital | Virgin Records, EMI |